# 阿拉贡城站
阿拉贡城站（西班牙語：Villa de Aragón）是墨西哥城地铁B线的一座地上中间车站，位于墨西哥城古斯塔沃·A·马德罗区608大道与412大道交汇处，毗邻墨西哥城及墨西哥州界线。

## 车站命名及标识
车站得名于附近的阿拉贡城街区。
该站的标志为一组房屋，对应名称中“Villa”一词所具有的“城”或“镇”之意。

## 换乘交通
该站所在区位地处墨西哥城公共交通体系的东端线网末梢，乘客可在此换乘包括墨西哥城快速公交6号线（埃尔罗萨里奥方向）及墨西哥城公交5路普通线等线路。此外，归属于墨西哥州方面管理的小巴车（西班牙語：Combi）交通也途径该站附近，乘客可搭乘这些小巴车前往临近的内萨瓦尔科约特尔城。

## 车站历史
该站于1999年12月15日与墨西哥城地铁B线同日投运，在该线延伸至阿兹特克城站之前，为该线的北端终点站。

## 周边重要建筑
- 阿纳瓦克联盟棒球场
- 墨西哥教育部工业及服务业技术学校54号分校（又名瓜达卢佩·维多利亚分校）
- 墨西哥国立技术学院古斯塔沃·A·马德罗分校